# 260 Губерта
260 Губерта (260 Huberta) — астероїд зовнішнього головного поясу, відкритий 3 жовтня 1886 року Йоганном Палізою у Відні.
Тіссеранів параметр щодо Юпітера — 3,117.